# Anne-Hanne Siepenkothen

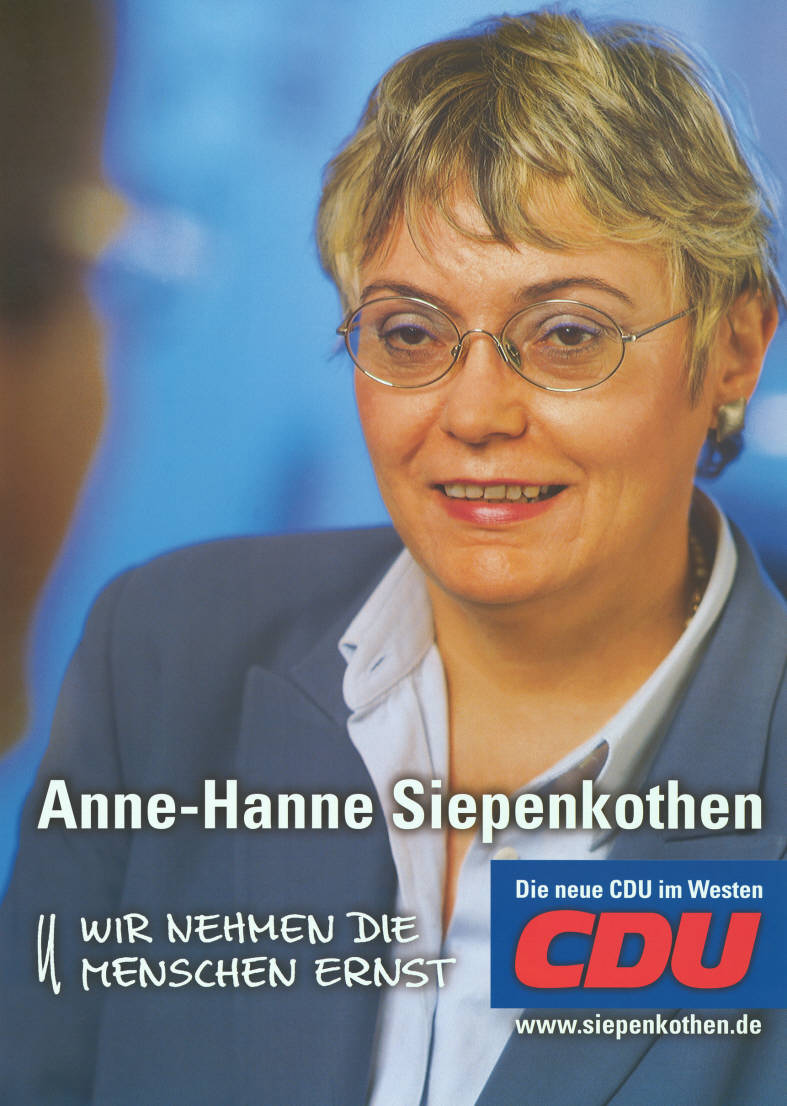
Anne-Hanne Siepenkothen auf einem Landtagswahlplakat 2000

Anne-Hanne Siepenkothen (* 21. April 1949 in Düsseldorf; † 28. Dezember 2020 in Neuss) war eine deutsche Politikerin und Landtagsabgeordnete (CDU).

## Leben und Beruf
Nach dem Schulbesuch war sie als Bürogehilfin im elterlichen Betrieb beschäftigt.
Seit 1975 war sie Mitglied der CDU und war in zahlreichen Gremien vertreten, so u. a. im Vorstand des CDU-Kreisverbandes Düsseldorf.

## Abgeordnete
Vom 30. Mai 1985 bis zum 2. Juni 2005 war Siepenkothen Mitglied des Landtags des Landes Nordrhein-Westfalen. Sie wurde stets über die Landesliste ihrer Partei gewählt.

## Sonstiges
Sie war Mitglied der zwölften Bundesversammlung, die am 23. Mai 2004 den Bundespräsidenten Horst Köhler wählte.